# Datia (district)
Datia is een district van de Indiase staat Madhya Pradesh. Het district telt 627.818 inwoners (2001) en heeft een oppervlakte van 2694 km².
Hoofdstad: Bhopal
Districten: